# Будешть-Финаце
Будешть-Финаце, Будешті-Финаце (рум. Budești-Fânațe) — село у повіті Бистриця-Несеуд в Румунії. Входить до складу комуни Будешть.
Село розташоване на відстані 304 км на північний захід від Бухареста, 37 км на південний захід від Бистриці, 49 км на схід від Клуж-Напоки.

## Населення
За даними перепису населення 2002 року у селі проживали 375 осіб, з них 374 особи (99,7%) румунів. Рідною мовою 374 особи (99,7%) назвали румунську.